# Milton Rokeach
Milton Rokeach (* 27. Dezember 1918 in Hrubieszów, Polen, als Mendel Rokicz; † 25. Oktober 1988 in Los Angeles) war ein Professor für Sozialpsychologie an der Michigan State University, und später an der Washington State University. Dort arbeitete er in einem Verbunddepartment für Soziologie und Psychologie.

## Leben
Im Alter von 7 Jahren mit seinen Eltern emigriert, erhielt Rokeach seinen Ph.D. an der University of California, Berkeley im Jahre 1947. Seine bekanntesten Werke sind "The Open and Closed Mind" (1960), "Beliefs, Attitudes and Values: A Theory of Organization and Change" (1968) und "The Nature of Human Values" (1973). Er gilt als einer der wichtigsten Wegbereiter und Vertreter des Behavioralismus, eines streng individualistischen Forschungsansatzes innerhalb der Politikwissenschaft. Im Jahre 1984 wurde Milton Rokeach der "Kurt Lewin Memorial Award of American Psychological Association" verliehen.
Auf Grundlage seines Buches von 1973 begründete er das Rokeach Value Survey, dem er auch die letzten Jahre seiner Karriere widmete. Darin geht er davon aus, dass eine relativ begrenzte Zahl von Terminal Human Values, für alle Menschen die internen Referenzpunkte sind, von denen aus sie ihre Einstellungen und Meinungen formulieren und begründen. Durch Messen der Präferenzordnungen dieser wichtigsten Einstellungen mittels Umfragemethoden, sei es daher möglich verschiedenste politische Verhaltensweisen, wie politische Zusammenschlüsse und Religion, zu erklären und vorherzusagen.
Bekannt wurde das 1959 von Rokeach durchgeführte Experiment im Ypsilanti State Hospital in Ypsilanti (Michigan), in dem das Verhalten dreier psychisch kranker Patienten dokumentiert wurde, die überzeugt waren Jesus Christus zu sein. Sein Buch The Three Christs of Ypsilanti, wurde anschließend für ein Drehbuch, ein Theaterstück und zwei Opern adaptiert.

## Wichtige Werke
- The Open and Closed Mind: investigations into the nature of belief systems and personality systems, Basic Books, 1960
- Beliefs, Attitudes, and Values: a theory of organization and change, Jossey-Bass, 1968
- The Three Christs of Ypsilanti, Knopf, 1964
- The Nature of Human Values, Free Press, 1973